# クリス・バワーズ
クリス・バワーズ（Kris Bowers、1989年 - ）は、アメリカ合衆国の作曲家、ピアニスト。
映画やテレビ番組などのスコアを数多く作曲。また、ホセ・ジェイムズ、マーカス・ミラー、カニエ・ウェストらと共演している。2011年にセロニアス・モンク国際ジャズ・ピアノ賞を受賞。テレビ特番『The Snowy Day』の音楽で、2017年デイタイム・エミー賞優秀音楽監督賞を受賞。2018年には映画『グリーンブック』のサウンドトラックを作曲。2019年にはリミテッドシリーズの『ボクらを見る目』のサウンドトラックを作曲し、プライムタイム・エミー賞 作曲賞 (リミテッドシリーズ部門)にノミネートされた。

## 経歴
1989年、カリフォルニア州ロサンゼルスに生まれる。父はテレビや映画の脚本家で、母はDirecTV経営幹部。コルバーン芸術学校（Colburn School for Performing Arts）でジャズを学び、2006年の卒業後は、ジュリアード音楽院に行きジャズ演奏で学位を取得。同年にジェイ・Zとカニエ・ウェストのアルバム『ウォッチ・ザ・スローン』で演奏。その後、2012年にはマーカス・ミラーのツアーに参加。以後も様々なジャンルのミュージシャンと共演している。
2014年に、アルバム『ヒーローズ+ミスフィッツ』（コンコード/ユニバーサル）をリリース。同年、大阪で開催された国際ジャズ・デー・コンサートに出演。2016年にはホワイトハウスでの国際ジャズ・デー・コンサートにて演奏している。
2023年にはベン・プラウドフットと共同で映画『ラスト・リペア・ショップ』を監督し、第96回アカデミー短編ドキュメンタリー賞を受賞した。

## ディスコグラフィ

### スタジオ・アルバム
- 『ブルー・イン・グリーン』 - Blue in Green (2010年、M&I)
- 『ヒーローズ+ミスフィッツ』 - Heroes + Misfits (2014年、コンコード) ※2012年録音

## フィルモグラフィ
- A Concerto Is a Conversation（英語版） - (2020年)
- 『ラスト・リペア・ショップ』 - The Last Repair Shop (2023年)

## 受賞とノミネート
| 賞           | 年     | 部門                   | 作品名                       | 結果       |
| ------------ | ------ | ---------------------- | ---------------------------- | ---------- |
| アカデミー賞 | 2020年 | 短編ドキュメンタリー賞 | A Concerto Is a Conversation | ノミネート |
| アカデミー賞 | 2023年 | 短編ドキュメンタリー賞 | ラスト・リペア・ショップ     | 受賞       |
| アカデミー賞 | 2024年 | 作曲賞                 | 野生の島のロズ               | ノミネート |